# Robert Hooks

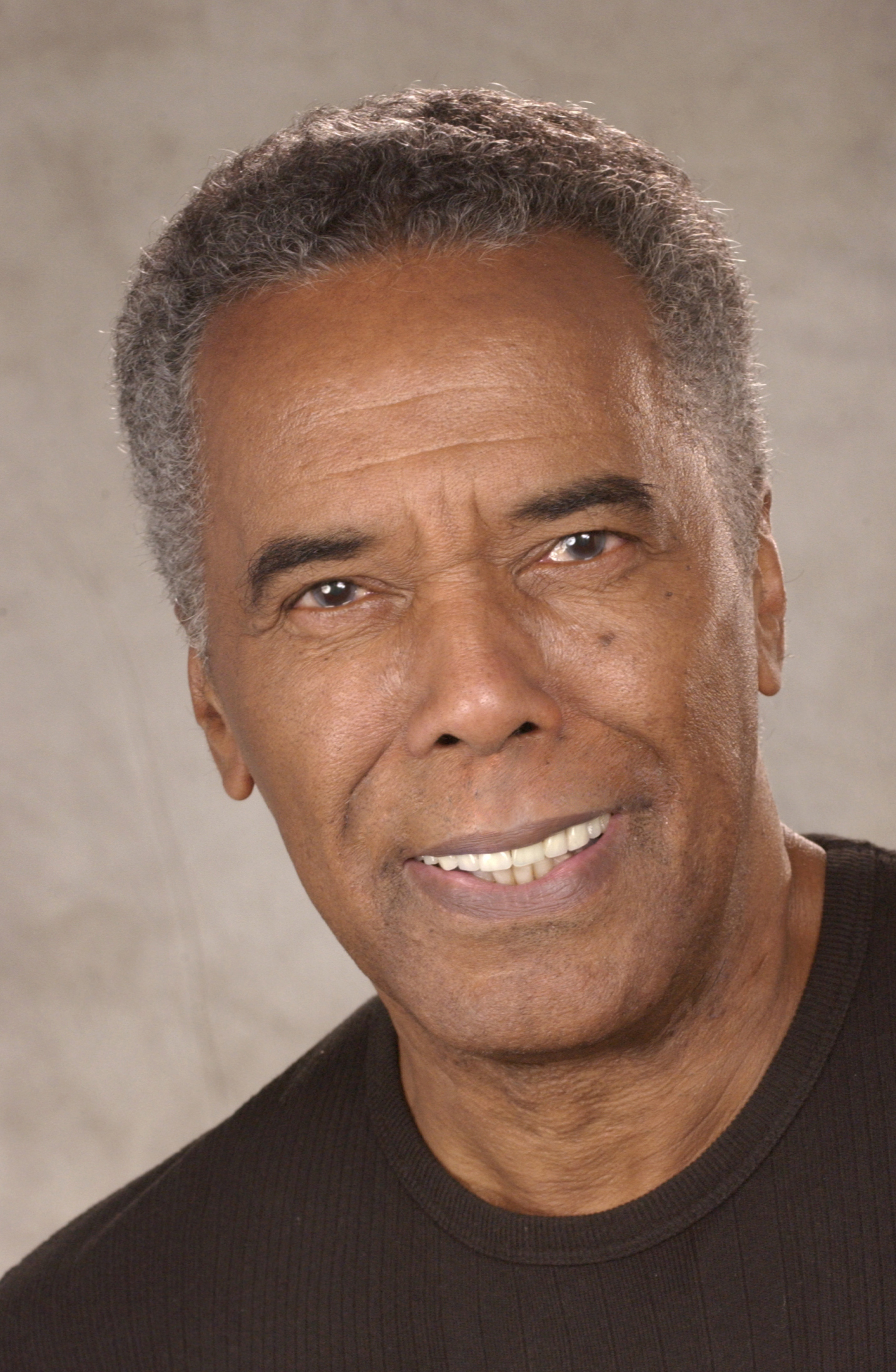
Robert Hooks

Robert Hooks (* 18. April 1937 in Washington, D.C.) ist ein US-amerikanischer Schauspieler.

## Leben
Hooks wurde als Bobby Dean Hooks als jüngstes von fünf Kindern von Mae Bertha (geb. Ward), einer Näherin, und Edward Hooks in Foggy Bottom, Washington, D.C., geboren. Das Paar war zuvor mit ihren vier Kindern – Bernice, Caroleigh, Charles Edward „Charlie“ und James Walter „Jimmy“ – aus Rocky Mount im US-Bundesstaat North Carolina  zugezogen. Er war das erste Kind der Familie, das in Washington geboren wurde und das erste, das in einem Krankenhaus zur Welt kam. Sein Vater, Edward, starb 1939 bei einem Arbeitsunfall bei der Eisenbahn.
Hooks besuchte die Stevens Elementary School. Ab seinem sechsten Lebensjahr reiste er jedes Jahr zusammen mit seinen Geschwistern nach Lucama in North Carolina, um auf der Sharecropping-Farm seines Onkels auf den Tabakfeldern zu arbeiten und so das Schulgeld für das kommende Schuljahr in Washington zu verdienen. Auf Drängen seiner Schwester Bernice, die an der Francis Junior High School Kunstunterricht für Jugendliche gab, spielte er 1945 im Alter von nur neun Jahren die Hauptrolle in seinem ersten Bühnenstück: The Pirates of Penzance.
Im Jahr 1954, als im Norden des Landes gerade mit der Umsetzung des Urteils von Brown vs. Board of Education gegen die Rassentrennung begonnen wurde, zog er nach Philadelphia zu seiner Mutter, ihrem zweiten Ehemann und seinen Halbgeschwistern Sharon (heute: Safia Abdullah), George E., Charles, Annette, Margie und Robert Dickerson. Seine erste integrierte Schulerfahrung machte Hooks an der West Philadelphia High School. Schon bald trat Hooks dem dortigen Theaterclub bei und begann in Stücken von William Shakespeare und Samuel Beckett mitzuspielen. Er machte 1956 seinen Abschluss, verzichtete jedoch auf ein Stipendium der Temple University, um eine Ausbildung als Schauspieler an der Bessie V. Hicks School of Theatre zu verfolgen. Hier spielte er an der Seite von Charles Dierkop und Bruce Dern in Stücken, die vor ihrer Broadway-Premiere in Philadelphia aufgeführt wurden. Um sich zu finanzieren arbeitete er unter anderem bei Browning King, einer Herrenschneiderei an der Fourteenth und Chestnut Street.
Am 15. Juni 2008 heiratete Hooks die Schauspielerin, Autorin und Künstlerin Lorrie Gay Marlow; zuvor war er mit Yvonne Hickman und Rosie Lee Hooks verheiratet. Hooks ist der Vater des Schauspielers und Regisseurs Kevin Hooks und von Eric Hooks, der ebenfalls ins Schauspielfach wechselte.

## Karriere
Der Absolvent der Temple University startete seine Schauspielkarriere am Theater als Bobby Dean Hooks, wo er 1962 sein Debüt am New Yorker Broadway in Tiger, Tiger Burning Bright feierte. In dem preisgekrönten Drama agierte er u. a. neben Claudia McNeil, Diana Sands und Cicely Tyson. Es folgten weitere Theaterrollen, darunter der Part des Clem in der Musical-Produktion Hallelujah, Baby! für die er 1968 eine Nominierung für den Tony Award als bester Musical-Darsteller erhielt.
Parallel zur Theaterarbeit übernahm Hooks Gastrollen in Fernsehserien und gab 1967 mit den Dramen Sweet Love, Bitter und Morgen ist ein neuer Tag von Herbert Danska bzw. Otto Preminger seinen Einstand im Kino. Im selben Jahr erhielt Hooks den Laurel Award als bester Nachwuchsdarsteller, konnte aber trotz weiterer Engagements in Film und Fernsehen nicht an vorangegangene Erfolge anknüpfen. 1973 spielte er neben Robert Hogan eine der Hauptrollen in dem unverkauften Fernsehserienpiloten Stone von ABC, wo er einen hochbezahlten afroamerikanischen Privatdetektiv in Südkalifornien verkörperte.
Einem weltweiten Publikum wurde er 1984 durch die Rolle des Admiral Morrow in Leonard Nimoys Regiedebüt Star Trek III: Auf der Suche nach Mr. Spock bekannt, während er in den 1990er Jahren häufig auf Gastauftritte in Fernsehserien wie L.A. Law – Staranwälte, Tricks, Prozesse, Mord ist ihr Hobby, Seinfeld oder Clueless – Die Chaos-Clique abonniert war.

## Kulturelles Schaffen
Im Jahr 1964 gründete er nach einem Vortrag vor dem Chelsea Civil Rights Committee, das damals mit dem Hudson Guild Settlement House verbunden war, den Group Theatre Workshop, eine gebührenfreie Einrichtung für benachteiligte städtische Jugendliche. Zu den damaligen Lehrern gehörten Barbara Ann Teer, Frances Foster, Hal DeWindt, Lonne Elder III und Ronnie Mack. Absolventen waren unter anderem Antonio Fargas, Hattie Winston und Daphne Maxwell Reid.
Der Group Theatre Workshop wurde später in den gebührenfreien Ausbildungszweig der Negro Ensemble Company eingegliedert, die 1967 zusammen mit Douglas Turner Ward und Gerald S. Krone mit einem Zuschuss von 1,3 Millionen US-Dollar von der Ford Foundation unter der Leitung von W. McNeil Lowry gegründet worden war. Als Reaktion auf die Unruhen in seiner Heimatstadt Washington, D.C., im Jahr 1968 infolge der Ermordung von Martin Luther King und unterstützt durch ein kleines Stipendium der Eugene and Agnes E. Meyer Foundation, ließ sich Hooks von der Negro Ensemble Company beurlauben, um die D.C. Black Repertory Company zu gründen, die von bis 1981 existierte. Die A-cappella-Gruppe „Sweet Honey in the Rock“ wurde im Rahmen eines Workshop-Prozesses gegründet und entwickelt.
Auch die „Inner Voices“, ein Kunst-Traingsprogramm des Lorton Prison, entstand 1971 als ein Ergebnis der positiven Wirkung der D.C. Black Repertory Company. Auf die direkte Bitte eines Häftlings, Rhozier „Roach“ Brown, der in Lorton eine lebenslange Haftstrafe verbüßte, richtete die D.C. Black Repertory Company von Hooks das erste Kunstprogramm in einem Gefängnis in den Vereinigten Staaten ein. Während dies heute die Norm ist, war es damals ein revolutionärer Versuch der Rehabilitation durch den Zugang zur Kunst. Aufgrund von Roachs Arbeit wurde seine Strafe am Weihnachtstag 1975 von damaligen US-Präsidenten Gerald Ford umgewandelt.
Von 1969 bis 1972 gehörte Hooks neben C. Eric Lincoln, John O. Killens, Alvin F. Poussaint und Charles White zu den ersten Vorstandsmitgliedern der Black Academy of Arts and Letters in New York. Sie wurde vom Staat New York gegründet und hatte die Aufgabe, schwarze Künstler und Wissenschaftler aus der ganzen Welt zusammenzubringen. Weitere Mitglieder waren Julian Adderley, Alvin Ailey, Margaret Walker, James Baldwin, Imamu Baraka, Romare Bearden, Harry Belafonte, Lerone Bennett, Arna Bontemps, Ossie Davis, Ruby Dee Davis, St. Clair Drake, Ernest Dunbar, Katherine Dunham, Lonne Elder III, Duke Ellington, Alex Haley, Ruth Inge Hardison, Vertis Hayes, Chester Himes, Lena Horne, Jacob Lawrence, Elma Lewis, Henry Lewis, Paule Marshall, Donald McKayle, Arthur Mitchell, Frederick O’Neal, Gordon Parks, Sidney Poitier, Benjamin Quarles, Lloyd Richards, Lucille D. Roberts und Nina Simone.
Nach seinem Umzug an die Westküste engagierte sich Hooks 1988 in der Bay Area Multicultural Arts Initiative als Vorstandsmitglied und Vermittler von Stipendien. Finanziert durch Gelder einer einzigartigen Koalition, die sich aus der San Francisco Foundation (einer Gemeinschaftsstiftung), Grants for the Arts des San Francisco Hotel Tax Fund und The National Endowment for the Arts zusammensetzte, bestand die Aufgabe dieser Organisation darin, lokale multikulturelle Kunstorganisationen zu fördern.
Im Jahr 1992 gründete Hooks zusammen mit dem Schriftsteller Lonne Elder III „Arts in Action“. Dabei handelte es sich um ein Film- und Fernsehtrainingszentrum im Süden von Los Angeles, das gegründet wurde, um Personen zu unterstützen, die eine Karriere in der Filmproduktion anstrebten. Es erarbeitete unter anderem Strategien und Schulungen zur Sicherung von Einstiegsjobs. Zu den Kursen gehörten: Workshops zur Karriereentwicklung, Vorproduktion und Produktion für Film und Fernsehen, kreative Problemlösung im Produktionsmanagement und Regie für Bühne und Leinwand (Grundsätze und Praktiken). Außerdem wurden Ausbildungen für Regieassistenten, Drehbuchbetreuer, Filmtechniker, Garderobieren, Maskenbildner und weitere Berufe im Umfeld der Film- und Fernsehproduktion angeboten.
1994 wurde die Negro Ensemble Company of Los Angeles gegründet, da viele New Yorker Mitglieder und Gründungsmitglieder an die Westküste umgezogen waren. Hooks, der auch hier als Gründer und Geschäftsführer fungierte, bat unter anderem Denise Nicholas, Denzel Washington, James Earl Jones, Laurence Fishburne, Richard Roundtree und Samuel L. Jackson, allesamt ehemalige Mitglieder der New Yorker Negro Ensemble Company, als Vorstandsmitglieder zu fungieren.
Im Jahr 2021 begann die Emory University mit der Aufnahme von Material in ihr offizielles Archiv, das Hooks’ Lebenswerk dokumentiert, darunter Drehbücher, Verträge und Finanzunterlagen, Notizen, Korrespondenz, Schriften, Bücher und Zeitschriften sowie audiovisuelle und digitale Dateien.

## Filmografie (Auswahl)
- 1967: Sweet Love, Bitter
- 1967: Morgen ist ein neuer Tag (Hurry Sundown)
- 1970: Blutsverwandte (Last of the Mobile Hot Shots)
- 1970: Helden werden nicht geboren (Carter's Army) (TV)
- 1971: Mord in San Francisco (Crosscurrent) (TV)
- 1972: Trouble Man
- 1973: In der Falle (Trapped) (TV)
- 1977: Verschollen im Bermuda-Dreieck (Airport '77)
- 1979: Weißes Haus, Hintereingang (Backstairs at the White House, Fernsehserie)
- 1982: Mord in Zelle 3 (Fast Walking)
- 1983: Hart aber herzlich (Hart to Hart, Fernsehserie, Folge Eine aufregende Party)
- 1984: Star Trek III: Auf der Suche nach Mr. Spock (Star Trek III: The Search for Spock)
- 1988: Flugzeugträger U.S.S. Georgetown (Supercarrier) (TV)
- 1992: Passagier 57 (Passenger 57)
- 1996: Fled – Flucht nach Plan (Fled)
- 1999: Ein besseres Leben (Free of Eden)
- 2000: Seventeen Again
- 2003: Polizeibericht Los Angeles (L.A. Dragnet, Fernsehserie, 1 Episode)